# NGC 1115
NGC 1115 es una galaxia espiral (S?) localizada en la dirección de la constelación de Aries. Posee una declinación de +13°16′1″ y una ascensión recta de 2 horas, 50 minutos y 25,4 segundos.
A galaxia NGC 1115 fue descubierta en 2 de diciembre de 1863 por Albert Marth.